# جت لی
لی‌لیان جیه (به چینی: 李连杰، به پین‌یین: Li Lianjie) (زادهٔ ۲۶ آوریل ۱۹۶۳) که بیشتر با نام هنری جت لی شناخته می‌شود، رزمی کار در رشته ووشو، بازیگر و تهیه‌کننده اهل چینی است.

## جت لی از زبان خودش
اعضای خانوادهٔ من عبارت بودند از دو خواهر و دو برادر که از من بزرگتر بودند. در دو سالگی پدر خود را از دست دادم و چون بچه آخر بودم مادرم نمی‌گذاشت هر کاری که کمی در آن احتمال خطر می‌رفت انجام دهم ومن نمی‌توانستم کارهایی را که تمام بچه‌های همسن من انجام می‌دادند را انجام دهم. من طوری بار آمده بودم که اگر می‌گفتند: "به این دست نزن" محال بود به ان دست بزنم. اینها اولین خاطرات کودکی من بودند و من در چنین حال و هوایی بزرگ شدم.
در هشت سالگی به کلاس اول رفتم. به دلایلی که خودم هم نمی‌دانم محبوب همه معلم‌ها بودم و آن‌ها مرا لوس کرده بودند حسابی نازم خریدار داشت و هنوز هم نمی‌دانم کارشان درست بود یا نه ولی برایم جالب که هر درسی را امتحان می‌دادم بیست می‌شدم. فقط کلاس موسیقی برایم عذاب‌آور بود. معلمم به خوبی از این موضوع باخبر بود. روز امتحان معلممان آخرین نفر اسم مرا صدا زد لی لیان جی. از جا بلند و توی دلم گفتم: لعنتی!
معلمم گفت: امروز گلو درد داری نه؟ من که از تعجب دهانم بازمانده بودگفتم: هان؟ بهترین فرصت بود که از زیرش در بروم ولی مادرم مرا طوری بار آورده بود که هیچ وقت دروغ نگم به همین دلیل مات و مبهوت با دهان باز همان‌طور سر جایم ایستادم. معلمم دوباره تکرار کرد :اگر گلو درد داری مجبور نیستی امتحان بدهی بنشین " بیست "(البته در چین بالاترین نمره صد میباشد و بیست معادل ایرانی آن است).
آموزش " کونگ فو" (این هنر جنگی مسلط بر سرزمین چین است و به دلیل قدرت تحرک و سرعت عمل زیاد ان ازسوی دولت و مردم چین مورد توجه زیاد قرار گرفته‌است) را از تابستان ۱۹۷۱ شروع کردم. تمام بچه‌ها بر حسب سال تحصیلی شان در یک رشته ورزشی مشغول شدند و کلاس اولی‌ها را به کلاس کونگ فو فرستادند ولی ما هیچ‌کدام نمی‌دانستیم که این چه جور ورزشی است. با آمدن پاییز و بازشدن مدرسه‌ها از هزار نفری که در کلاس های" کونگ فو" ثبت نام کرده بودند فقط بیست نفر باقی‌ماندند و بقیه اخراج شدند و من از اینکه در بین این بیست نفر بودم احساس غرور می‌کردم به علاوه تنها کلاس اولی مدرسه خودمان در اینجا بودم. در این آکادمی استاد او "ووبن " دریافت که لی دارای یک استعداد ذاتی برای فراگیری این هنر رزمی دارد. چون لی در دو سالگی پدر خود را از دست داده بود علاقه زیادی به کونگ فو پیدا کرده بود و همین امر باعث پیشرفت زیادی در اوشد.
در ۱۹۷۴ برای گذراندن یک دوره آموزشی دیگر انتخاب شدم. دولت در صدد بود بهترین کونگ فو کار جوان کشور را انتخاب کند. این انتخاب ماه‌ها طول کشید و بالاخره مربیان سی نفر از بهترین‌ها را به عنوان برگزیده‌ها معرفی کردند که من هم جزو آن‌ها بودم. قرار بود این گروه از چهار شهر بزرگ آمریکا سفر کنیم و کونگ فوی چین را به نمایش بگذاریم.

## بازیگری

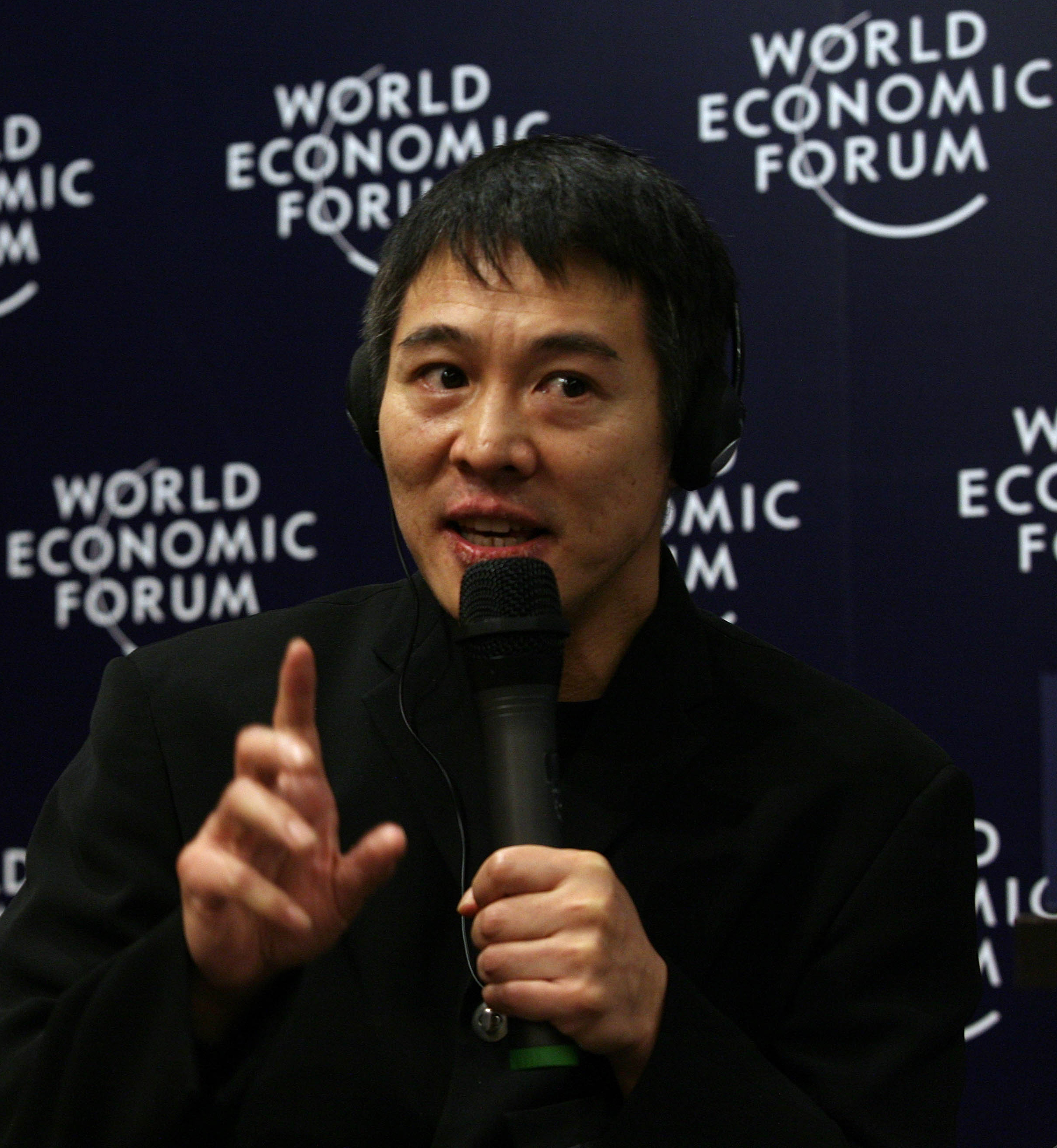
سخنرانی جت لی، بازیگر و موسس بنیاد وان، در نشست سالانه مجمع جهانی اقتصاد قهرمانان جدید در تیانجین، چین، ۲۸ سپتامبر ۲۰۰۸.

جت لی در سن ۱۶ سالگی اولین فیلم خود را به نام معبد شائولین بازی کرد و به شهرت زیادی در چین دست یافت. او بسوی آمریکا رفت و در سال ۱۹۸۸ در فیلم مبارزه اژدها به ایفای نقش پرداخت.
اما این فیلم با شکست روبرو شد و تماشاچی زیادی پیدا نکرد. اما لی درکار خود شکست نخورد و به کمک تهیه‌کننده و کارگردانی به نام تسوی هارک در سال ۱۹۸۹ فیلمی به نام استاد را ساخته اما آن را در سال ۱۹۹۲ به نمایش درآورد. تسوی می‌خواست جت را به یک ستاره جهانی تبدیل کند. او توانست جت را به هنگ کنگ بازگرداند و در این زمان فیلم روزی روزگاری در چین را در سال ۱۹۹۱ و همچنین شمشیرزن ۲ را در سال ۱۹۹۳ ساخت و در ادامه لی با انتخاب فیلم آخرین قهرمان در چین در سال ۱۹۹۳ و بازی در ان مردم را به تعجب واداشت.
در سال ۱۹۹۴ جت به همراه " یوئن وو پینگ " کارگردان در حال ترقی و گوردون چان تصمیم به بازسازی فلسفه بروس لی و ساختن فیلمی مانند فیلم مشت‌های خشم گرفتند. جت در ابتدا برای بازی در این فیلم کمی تردید داشت. اما " جت و یوئن و چان " به‌دقت کار کردند و بسیار راضی بودند که هم فیلمی برای ادامه سبک بروس لی و هم اینکه یک فیلم اصیل چینی را می‌سازند و هم اینکه سبک جدیدی در فیلم‌سازی ارائه می‌دهند و آن استفاده از بند (سبکی که در ان بنظر بیننده می‌رسد که بازیگر می‌تواند پرشهای بزرگ ویا حرکات سریع انجام دهد در حالی که این کارها به‌وسیلهٔ بند انجام می‌شود وبعد به‌وسیلهٔ جلوه‌های ویژه تصویری این بندها حذف می‌شود) است. البته جت با این سبک آشنایی داشت (در فیلم روزی روزگاری درچین از این سبک استفاده کرده بود) و به‌خوبی توانست این نقش را ایفا کند و نتیجه این تلاش‌ها رسیدن به موفقیت بسیار بزرگ و ساخته شدن فیلم " مشت افسانه " بود.
جت بار دیگر به همکاری با تسوی هارک پرداخت و سال ۱۹۹۶ در فیلم " ماسک سیاه " به ایفای نقش پرداخت.
در سال ۱۹۹۷ دوباره پای خود را در کفش " وانگ فی هونگ " (یکی از اسطوره‌های چین) کرد و به ایفای نقش در یکی دیگر از سری فیلم‌های اصیل چینی به نام " روزی روزگاری در چین و آمریکا " پرداخت.
- در سال ۱۹۹۸ " جت لی " اولین کار هالیوودی خود را در کنار بازیگر و کارگردان آمریکایی مل گیبسون انجام داد و در فیلم اسلحه مرگبار ۴ به ایفای نقش پرداخت اما این فیلم از نظر تجاری شکست خورد ولی این فیلم به معرفی جت به دنیای سینما کمک کرد. در سال ۱۹۹۹ بازی در فیلم " ماتریکس " به " جت پیشنهاد شد که او به دلیل مشکلی (به گفته خود او:به همسرم قول داده بودم که اگر باردار شدی کارم را یکسال رها می‌کنم تا بچه به دنیا بیاید) که برای او پیش‌آمد بازی در این فیلم را رد کرد.
" جت لی " در سال ۲۰۰۰ در فیلم رومئو باید بمیرد به کارگردانی آندری بارتکویاک دومین اثر خود را در آمریکا بازی کرد و این فیلم به موفقیت دست یافت و باعث شد به معروفیت " جت " در آمریکا افزوده شود.
در سال ۲۰۰۱ در فیلم بوسه اژدها در نقش یک گارد ویژه در پی وقوع جنایتی هولناک و ماجرای قتل رئیس خود وارد صحنه می‌شود و مبارزات فوق‌العاده‌ای را از خود به نمایش می‌گذارد.
در سال ۲۰۰۱ جت در فیلم دیگری به نام یکه‌تاز بازی کرد که یک فیلم تخیلی با هنرهای رزمی سنتی است که جت در دو نقش منفی و مثبت فیلم بازی می‌کند.
در سال ۲۰۰۲ در فیلم قهرمان بازی کرد و ساخت این فیلم باعث شد جت از گروه آمریکایی خود جدا شود و به چین بازگردد. فیلمبرداری این فیلم یک سال به طول انجامید. این فیلم سرشار از صحنه‌های مبارزه با شمشیر است و جت لی در لباس چینی به اصالت واقعی خود در می‌آید. در سال ۲۰۰۳ جت دوباره به آمریکا بازگشت و در فیلم زاده برای مرگ به کارگردانی آندری بارتکویاک یکی از بهترین بازی‌های خود را ارائه کرد. در این فیلم قدرت و زیبایی هنرهای رزمی با داستان قوی و صحنه‌های چشمگیر فیلم ترکیب شده‌اند و به گفته تهیه‌کننده فیلم: مبارزه‌های فیلمبرداری شده قبلاً هرگز در هیچ فیلم دیگری به چشم نخورده‌است.
در سال ۲۰۰۵ در فیلم رهاشده در کنار مورگان فریمن بازی کرد و در سال ۲۰۰۶ در فیلم بی‌باک بازی کرد و سپس از دنیای بازیگری خداحافظی کرد ولی خیلی زود پشیمان شد و در سال ۲۰۰۷ در فیلم "جنگ سالاران بازی کرد و برای دومین بار با جیسون استاتهام در فیلم جنگ همبازی شد.
در سال ۲۰۰۸ در فیلم پادشاهی ممنوعه با جکی چان همبازی شد و در قسمت سوم سری فیلم مومیایی در نقش منفی ظاهر شد.
در سال ۲۰۰۹ و ۲۰۱۰ در فیلم‌های «تأسیس جمهوری» و «اقیانوس بهشت» بازی کاملاً متفاوتی ارائه کرد و توانایی‌هایش در فیلم‌های درام به چالش کشید. همچنین به همراه بزرگان سینمای اکشن در فیلم «بی‌مصرف‌ها» حضور یافت. در سال ۲۰۱۲ در قسمت دوم این فیلم نیز حضوری کوتاه داشت. در سال ۲۰۱۳ در فیلم علائم خشم حضوری مکمل داشت. در سال ۲۰۱۴ در فیلم بی‌مصرف‌ها ۳ حضوری کوتاه داشت.

## فیلم‌شناسی
نوشتار اصلی: فیلم‌شناسی جت لی
آثار مهم:
- دکتر وای
- روزی روزگاری در چین
- روزی روزگاری در چین و آمریکا
- استاد
- مشت افسانه‌ای
- ماسک سیاه
- قاتل حرفه‌ای
- اسلحه مرگبار ۴
- یکه‌تاز (بی‌همتا)
- بوسهٔ اژدها
- قهرمان
- رهاشده
- بی‌باک
- جنگ‌سالاران
- جنگ
- پادشاهی ممنوعه
- مومیایی: مقبرهٔ امپراتور اژدها
- اقیانوس بهشت
- بی‌مصرف‌ها
- جادوگر و مار سفید
- علائم خشم

## بیماری
جت لی گفته‌است که سال ۲۰۱۰ تشخیص داده که به بیماری تیروئید دچار شده و بیماری خود را با قرص کنترل کرد اما اکنون ظاهراً بیماری‌اش دوباره برگشته است. او همچنین گفته‌است که غده تیروئیدش پرکار است اما او برای مبارزه با این بیماری مصمم است. «من فقط یک آدم معمولی هستم، من «وونگ فی هونگ» نیستم، «هو یوان جیا» نیستم (قهرمان‌های کنگ فویی که او نقش آن‌ها را بازی کرده) من شکست ناپذیر نیستم. من یکی مثل شما هستم. من درد می‌کشم، اما رنج نمی‌برم. من خوشحالم». لی اعتراف کرده که بعضی اوقات او مطمئن نیست که کار را ادامه دهد.
در حال حاضر جت لی به شدت بیمار است، شاید تنها در صندلی چرخدار در آینده، او یک بار گفت که او نزدیک به مرگ است. به‌تازگی گزارش شده‌است که جت لی غالباً در فعالیت‌های خود در چین شرکت می‌کند، اظهار داشت که می‌خواهد دوباره به ملت چین ملحق شود.

## جوایز
- جایزهٔ فیلم هنگ کنگ: بهترین بازیگر فیلم فرماندهان جنگ، ۲۰۰۷
- جایزهٔ انجمن نقد فیلم هنگ کنگ: بهترین بازیگر فیلم بی‌باک، ۲۰۰۶
- جایزهٔ اسب طلایی: جایزهٔ ویژهٔ ۱۹۹۵